# إيزابيل هيلتون
إيزابيل هيلتون (بالإنجليزية: Isabel Hilton)‏ هي صحفية بريطانية، ولدت في 25 نوفمبر 1949 في أبردين في المملكة المتحدة.